# Lee Labrada
Lee Labrada (L'Avana, 8 marzo 1960) è un ex culturista cubano naturalizzato statunitense.
Vincitore del titolo di Mr. Universo nel 1985 nella categoria dei pesi medi, tra il 1987 e il 1994 ha preso parte al concorso di Mister Olympia, piazzandosi nella top 4 in ciascuna sua partecipazione. Il fisico compatto ma scrupolosamente modellato gli valse il soprannome di Mass with Class ("Massa con classe").

## Biografia
Nato a l'Avana poco dopo la rivoluzione cubana, all'età di due anni emigrò con la nonna negli Stati Uniti d'America. Seguito poi dai suoi genitori, la famiglia si trasferì da Chicago a Jacksonville.
Scoprì la passione per il culturismo in età adolescenziale grazie al padre, traendo ispirazione da figure quali Steve Reeves e Dave Draper, e iniziò ad allernarsi all'età di 16 anni. Praticò al contempo il football americano ma un infortunio alla schiena lo costrinse a un lungo periodo di recupero, durante il quale si focalizzò definitivamente sulla carriera nel culturismo. Disputò la sua prima gara all'età di 18 anni prendendo parte all'AAU Teenage Mr. Jacksonville nel 1978, dove tuttavia non ottenne alcun piazzamento. L'anno seguente si trasferì nella città texana di Houston per studiare ingegneria civile presso l'omonima università. Dopo un lungo periodo di allenamento, la sua carriera amatoriale riprese nel 1982 con la vittoria degli NPC Collegiate Texas Championships e degli NPC Junior Gulf Coast Championships, grazie ai quali iniziò a ritagliarsi il proprio nome tra i dilettanti. Tra il 1983 e il 1984 prese parte a sole due competizioni, con l'intento di sviluppare ulteriormente la sua corporatura.
Nel 1985 prese parte al suo primo concorso internazionale, gli NPC World Amateur Championships in Svezia, dove si piazzò in prima posizione nella categoria dei pesi medi e conquistò così l'accesso tra i professionisti. Quello stesso anno si cimentò nella gara di Mr. Universo, organizzata dalla IFBB, laureandosi campione nei pesi medi davanti all'egiziano El-Shahat Mabrouk e al cecoslovacco Miroslaw Jastrebski. Salito alla ribalta nazionale grazie alla sua vittoria, abbandonò l'occupazione di ingegnere per dedicarsi a tempo pieno al culturismo. Nel giugno 1986, all'età di 26 anni, bissò il successo dell'esordio arrivando primo all'IFBB Night of Champions, dove ebbe la meglio su rivali più esperti quali Berry DeMey e Robby Robinson. 

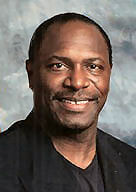
Lo statunitense Lee Haney, contro il quale Labrada si misurò cinque volte sul palcoscenico di Mister Olympia, arrivandogli secondo nel 1989 e 1990

Distintosi quindi tra i più promottenti culturisti di fine anni ottanta, nel 1987 compì il debutto sul prestigioso palcoscenico di Mister Olympia dove giunse sul gradino più basso del podio dietro al tre volte campione Lee Haney e Rich Gaspari. Seppur tra i più bassi e leggeri competitori dell'epoca, arrivò secondo nelle edizioni del 1989 e del 1990, dove tuttavia non riuscì a spezzare il dominio incostratato di Haney. A differenza di molti colleghi desistette dall'aumentare eccessivamente la propria massa, prediligendo piuttosto un equilibrio tra simmetria, proporzione e massa muscolare. La scrupolosa attenzione nei confronti del suo fisico e l'unicità delle sue pose gli valsero il nomignolo di Mass with Class ("Massa con classe"). Nel 1991 rifiutò un'importante offerta da parte della neonata World Bodybuilding Federation di Vince McMahon, lega nata per rivaleggiare con la IFBB di Joe e Ben Weider. Nonostante le numerose sponsorizzazioni, poco più tardi pose tuttavia fine al sodalizio professionale con la IFBB per avviare una lucrosa collaborazione con la Met-Rx, un'azienda di integratori, con il benestare dello stesso Joe Weider. Nel settembre 1992 volò ad Helsinki per ottenere un terzo posto a Mister Olympia, e quindi a Siviglia dove vinse il suo ultimo concorso, la Pro World Cup, davanti al giovane emergente Kevin Levrone.
Agli inizi del 1993 compì la sua prima apparizione all'Arnold Classic, venendo superato solamente da Flex Wheeler, e qualche mese più tardi diede il proprio addio al palco di Mister Olympia, dove si piazzò subito dietro al podio composto da Dorian Yates, Wheeler e Shawn Ray. In ciascuna delle sue sette apparizioni a Mister Olympia, tra il 1987 e il 1993, riuscì sempre a piazzarsi dentro la top 4 finale, primato consiviso con Arnold Schwarzenegger e Lee Haney, tra gli altri. Dopo aver contemplato il ritiro dalle competizioni, tornò nel 1995 per disputare l'Arnold Classic di quell'anno, la sua ultima gara da professionista, dove arrivò in 5ª posizione. Subito dopo il ritiro fondò la Labrada Nutrition, la sua linea di integratori e prodotti salutistici.
Benché attivo in un periodo del culturismo in cui la massa e le dimensioni iniziarono a farsi strada a discapito della bellezza e dell’eleganza estetica – l'era dei cosiddetti mass monster (letteralmente "mostri di massa") nella concezione moderna –, il suo fisico è rimasto comunque uno dei più apprezzati in termini di estetica e proporzioni anche dopo il suo ritiro.

### Vita personale
Nel 1986 ha sposato Robin Dickerson con la quale ha tre figli, Hunter, Blade e Pierce. Il primogenito Hunter ha  seguito le sue orme ed è entrato a far parte della IFBB a partire dalla fine degli anni duemiladieci.
Suo fratello minore Gene è anch'egli entrato nel mondo del culturismo, prendendo invece parte a competizioni minori.

## Misure
- Altezza: 168 cm.
- Peso fuori gara: 83-87 kg.
- Peso in competizione: 80-89 kg.

## Gare disputate e piazzamenti
- 1978 AAU Teenage Mr. Jacksonville – nessun piazzamento
- 1982 NPC Texas Collegiate Championships – 1º
- 1982 NPC Junior Gulf Coast Championships – 1º classificato
- 1983 NPC Texas Championships – 1º classificato (pesi medi)
- 1984 NPC USA Bodybuilding Championships – 2º classificato (pesi medi)
- 1985 NPC Nationals – 1º classificato (pesi medi)
- 1985 IFBB World Amateur Championships – 1º classificato (pesi medi)
- 1985 IFBB Mr. Universe – 1º classificato (pesi medi)
- 1986 IFBB Night of Champions – 1º classificato
- 1987 IFBB Mr. Olympia – 3º classificato
- 1988 IFBB Grand Prix England – 1º classificato
- 1988 IFBB Grand Prix Greece – 1º classificato
- 1988 IFBB Grand Prix Spain – 1º classificato
- 1988 IFBB Mr. Olympia – 4º classificato
- 1989 IFBB Grand Prix England – 1º classificato
- 1989 IFBB Grand Prix Finland – 1º classificato
- 1989 IFBB Grand Prix Holland – 1º classificato
- 1989 IFBB Mr. Olympia – 2º classificato
- 1990 IFBB Mr. Olympia – 2º classificato
- 1991 IFBB Mr. Olympia – 4º classificato
- 1992 IFBB Pro World Cup – 1º classificato
- 1992 IFBB Mr. Olympia – 3º classificato
- 1993 IFBB Ironman Pro Invitational – 2º classificato
- 1993 IFBB Arnold Classic – 2º classificato
- 1993 IFBB Mr. Olympia – 4º classificato
- 1995 IFBB Arnold Classic – 5º classificato